# Кожаев, Николай Васильевич
Никола́й Васи́льевич Кожа́ев (8 июля 1920, Мананмучаш, Царевококшайский уезд, Казанская губерния — 12 февраля 1997, г. Йошкар-Ола, Марий Эл) — марийский советский поэт, журналист, фотокорреспондент. Лауреат международной фотовыставки в Германии. Заслуженный работник культуры Марийской АССР (1976). Участник Великой Отечественной войны. Член ВКП(б) с 1947 года.

## Биография
Родился 8 июля 1920 года в д. Мананмучаш ныне Советского района Марий Эл в крестьянской семье. Учился в Ронгинской школе, Марийской студии музыкально-драматического искусства. С 1936 года работал корреспондентом Ронгинской районной газеты, с 1939 года — в редакции пионерской газеты «Ямде лий».
В 1940 году  призван в ряды РККА, служил в Первой Московской пролетарской дивизии. Участник Великой Отечественной войны: радиотелеграфист в стрелковой дивизии, с ноября 1941 года — радист радиоузла разведотдела Генерального штаба на западных фронтах войны, старшина. Дважды ранен.
После демобилизации стал сотрудником газеты «Марий коммуна». В 1949 году заочно окончил Сернурское педагогическое училище. В 1951 году окончил Горьковскую областную партийную школу, а в 1958 году — Высшую партийную школу при ЦК КПСС. Многие годы работал фотокорреспондентом республиканских газет Марийской АССР.
Умер 12 февраля 1997 года в Йошкар-Оле.

## Занятия литературой и фотожурналистикой
Литературой и фотоискусством увлёкся ещё в предвоенные годы. В годы войны был фронтовым фотокорреспондентом. Им в объективе запечатлены многие видные советские военные и политические деятели, в том числе маршалы С. Будённый, И. Баграмян, М. Калинин, который лично вручил Н. Кожаеву медаль «За боевые заслуги».
Является автором многих портретов известных советских писателей, деятелей культуры и искусства, спорта. Участник фотовыставок Марийской АССР, РСФСР, СССР и за рубежом, лауреат международной фотовыставки в Германии.
Первый сборник стихов «Сар гыч толшо ой» («Слова, пришедшие с фронта») вышел в свет в 1986 году. Его стихи публиковались в журнале «Ончыко», газетах Марийской АССР, в том числе в переводе на русский язык. Большинство произведений посвящено военно-патриотической тематике.

## Основные произведения
Далее представлены основные произведения поэта на марийском и в переводе на русский язык:

### На марийском языке
- Почеламут-влак // Ончыко. — 1979. — № 4. — С. 69.
- Мамай курган ÿмбалне: почеламут // Ончыко. — 1981. — № 2. — С. 75.
- Блиндажыште: почеламут // Ончыко. — 1985. — № 2. — С. 60.
- Сар гыч толшо ой: почеламут-влак [Слова, пришедшие с фронта: стихи]. — Йошкар-Ола, 1986. — 64 с.
- Ветеранын серышыже: почеламут // Ончыко. — № 3. — С. 58.
- Почеламут-влак // Ончыко. — 1995. — № 5. — С. 95—98.

### В переводе на русский язык
- Слово ветерана: стихи / пер. В. Борисова // Дружба. — Йошкар-Ола, 1979. — С. 91.
- На Мамаевом кургане; Старый окоп: стихи / пер. В. Матвеева // Дружба. — 1983. — С. 149—151.
- Старый окоп: стихи. — Калининград, 1984. — 64 с.
- Стальная семья: стихи / пер. А. Матвеева. — Йошкар-Ола, 1986. — 24 с.

## Звания и награды
- Заслуженный работник культуры Марийской АССР (1976)[2][4]
- Орден Отечественной войны I степени (06.04.1985)[5]
- Медаль «За боевые заслуги»[2]
- Медаль «За победу над Германией в Великой Отечественной войне 1941—1945 гг.»
- Медаль «За доблестный труд. В ознаменование 100-летия со дня рождения Владимира Ильича Ленина»
- Почётная грамота Президиума Верховного Совета Марийской АССР (1953)[2]